# 三七事件
三七事件，又稱1987年烈屿屠杀、東崗事件、或東崗慘案，是一宗發生於中華民國動員戡亂時期與臺灣戒嚴時期的屠殺無武裝難民事件。1987年3月7至8日，中華民國國軍在小金門將一艘越南難民船全數殺害後毀證滅跡，經媒體報導與立法委員質詢後政府一再否認而未公開紀錄，臺灣解嚴後仍然還是懸案。

## 背景
由於當時的兩岸關係，即使八二三砲戰後中共停止砲擊，但雙方仍屬於對峙狀態。中華民國政府認為，中共派遣漁船或不明身分船隻、船隊對中華民國進行干擾。金門防區當時具有許多戰時的措施，如宵禁、燈火管制、部隊定期防護射擊、夜行軍等等。其中特別是對於海灘的管制，由於與對岸解放軍距離非常近，依防區當時指令：「禁區拘捕，海灘格殺」。同時陸軍澎湖防衛司令部與中國大陸災胞救濟總會配合行政院僑委會「海漂專案」在澎湖西嶼與白沙先後設有二處越南難民營（1977年至1988年）以收容越戰（1955年至1975年）、柬越戰爭（1978年至1979年）與中越战争（1979年）後逃亡海上的 45 艘難民船與 2098 位中南半島難民；與另專門處理空運來臺的「仁德專案」陸續收容救助越南、高棉、寮國等國難民 6497 餘人。
1980年8月18日，中國改革開放路線確定；10月7日，擴大建設廈門經濟特區，開通國際港口；但金防部戰略想定與射擊準則並未與時俱進、依時局演變和國際海商與航運規範應對修正，而國軍各級官兵亦多不識國際法基本常識，間有擊損進出國際航道之外國籍遠洋貨輪與擊燬當地沿岸漁船而造成無謂平民傷亡之情事；無視1982年4月1日行政院核示國防部平靖專案「不予接納，全部遣返」的戰備規定，驅離不成，在防區上岸即全數擊殺，並就地掩埋或沉屍海中等駭人聽聞作為，國防部都視若無睹。三七事件以前，尚有諸多金門駐軍射殺投誠人員或難民之案例，不勝枚舉。
1985年元月，一艘中國大陸舢舨因機器故障誤闖獅嶼警戒區，緊急表明平民身份後，金防部促令射殺船上六人，倖存二人逃入海蝕洞跪地求饒，仍令將其推下峭壁摔死，但事後搜船僅得一封有毛線票要為母織衣過冬的家信手稿，呈交後官兵受嚴重警告不可洩漏，屍骸長埋於該島碼頭左側沙灘，全員換防大金門。12月15日，金防部司令宋心濂上將轉任中華民國國家安全局局長，趙萬富上將繼任。翌年初，指示一五八師師長龔力少將於大膽與二膽島上各建構一道「三民主義統一中國」心戰標語牆，歷時半年於八月完成，面對厦门经济特区的聯外國際航道；时任厦门市長邹尔均，副市長习近平，市委书记王建双。
1986年4月，一對中國大陸男女游泳至大膽島上岸投誠，表白是老師；守軍大膽島指揮官（陸軍步兵第一五八師副師長少將缺）錢奕虎上校收容後送陸軍金門防衛司令部（金防部）處理，立即因違反防區戰備規定「第一線單位不得接受投誠」的軍令而遭趙司令解除職務（當時軍政合一，依金防部軍令為準）。7月中旬，長官視察烈嶼各離島，離開二膽轉至大膽時，小虎山附近不明人員游水接近，守軍驅離未果，成功隊長自駕小艇接回，遭長官嚴厲指責。長官憤而離去後，指揮官即電示：爾後必須擊斃，以致當時的二膽島指揮官中校鍾副旅長（陸軍步兵第一五八師第四七三旅）因此下令：「任何人登陸二膽島，一律殺無赦！」迅即受命以中校軍階破格榮升第四七二旅旅長（上校軍階），統領烈嶼師「南守備隊」。
1987年年2月5日夕，一艘中國大陸漁船搖白旗接近烈嶼虎堡，被驅離後轉往金西師古寧頭上岸，司令官震怒，要求備戰。事件前一周的2月28日正午，另一艘漁船在大膽近海遭到國軍集火射擊而起火燃燒，在漁民揮舞白布以代白旗溝通下，仍經指揮官報准防衛部後調令戰車砲擊沉，殘存一人漂游至附近礁石後終告失蹤。格殺勿論而違反國際法的戰地守則，至此已貫徹無疑。

## 經過
1987年3月7日前一、二日，有一艘越南難民船抵達金門申請政治庇護，但遭金防部拒絕，並於該日上午派遣海龍蛙兵以成功艇將其拖至外海後訓誡離去。由於不明原因，此一戰情自始至終未由金防部下達通報至各海防基層單位，因此烈嶼師第一線各連官兵與復興嶼守備隊皆無預警該船可能漂回。
下午小金門曾有大霧，16:37天尚明而霧漸散時，東崗西南灣附近哨兵發現該難民船靠近，防區第三連連長、兵器連連長、第一營營長、第四七二旅旅長與師部參三科（作戰）科長韓敬越上校先後率領幹部到場指揮；經警告射擊、驅離射擊後漁船擱淺於「L-05」漁蚵港哨西側「小金門灘」上，有3人下船舉手投降並用國語溝通卻遭射殺。漁船被兵器連66火箭彈射中穿透木船殼未爆後，防區第三連連長奉令帶兵上船搜索，發現該船機件故障而隨漲潮於霧中迷航入灣，所搭載均為無武裝的越南難民且已有死傷。旅長下令將所有船民無論死活搬至沙灘上，不准就醫或任何供給與救援，並在與師部密集通聯後確定將全數滅口；一彈未斃者，則再補一槍。耆老、婦女、孩童、一名嬰兒與一名孕婦皆無倖免。有人故意瞄錯打偏，也有無法下手而受長官厲斥哭泣的 。孕婦被槍殺前遺言：「Help me! Help my baby, my baby seven months……」。最終由船艙抓出一名老婦呈請饒命的六根金條和一包美鈔與港幣行囊，則於上繳後失踪，未列入金防部處理報告書中。2022年監院報告中各證詞矛盾互異且多翻供，約為先誘殺接受喊話下船投降的母子4人「婦女跪在沙灘上求饒，小朋友圍著媽媽跑來跑去……」，再逐一搜殺船上難民。龔師長18:30亦抵東崗，21:00於師部彙報，共同致電司令官並獲趙讚許。
次日，由營部連衛生排的士兵奉令掩埋。掩埋時尚有存活而被活埋者，掙扎哭喊者亦被下令以軍用圓鍬擊殺，並即刻焚燒船身後就地掩埋於沙中以毀滅一切證據。最後發現一名被藏在船層夾板中的小男孩亦遭勒令處決。在場奉命看守的營部連士官過夜統計屍首總數不止19具。事後參四彈藥士核報消耗量：三〇機槍320發、五七步槍162發、六〇迫砲彈21發、3.5吋火箭彈6枚（兩發因受潮未爆）、手榴彈2顆（因受潮均未爆）、45手槍36發，加66火箭彈2枚；且平日正常卻臨時卡彈繳庫之步槍達30、40把，可能有現場士兵不願下手行凶，故報卡彈。
事件中，由於有醫護兵拒絕執行格殺令，旅長下令旅部連接管營部連預防譁變。同日於海上國軍又擊沉一艘接近查看的中國大陸漁船，四人遇害，後來有退伍老兵另稱為「三八事件」。
事發後，陸軍步兵第一五八師師部（今烈嶼守備大隊）與金門防衛司令部共通對國防部參謀本部隱瞞不報，金防部司令趙萬富上將更假裝不知情，直至五月廿日被國防部參謀總長郝柏村上將質詢時，趙司令尚謊稱是「打死水中共兵數名」；其後下令召集所有軍官參與移屍，遷埋至「L-03」據點前右向東坡另址第三現場，灌漿水泥封跡，並築訓練牆（編號：ACW050594）於其上以掩人耳目；2020年後該徑被管制禁入；2024年9月10日，紀錄片導演朱賢哲陪同受害者家屬赴金時已不見遺體，該牆被推土機（山貓）拆除。

## 曝光
由於第一現場沙灘埋屍處不深，又受海水及高溫所影響，屍體很快腐爛並被附近西丘外側小金垃圾場來的野狗挖出啃食，而需於四月初由甫赴台參加國軍體能戰技競賽結束返防的第一連（精誠連）重埋至岸際林邊第二現場。附近居民也傳說有鬼，紛紛舉行超渡等宗教儀式，使得消息更難以遮掩翌年(1988)駐地官兵於灘邊港側建有小廟。2011年8月以排除地雷以還地於民為名，第一、二現場皆被以挖土機（怪手）推平，曙光陣地、東岡連營區、漁蚵港口乃至海堤等所有建築全遭拆毀；惟2021年當地民眾於原港內徑旁復建小廟紀念至今。
五月初，香港媒體首先調查報導三七事件，經台灣駐外單位反映後，高層查問金防部，但無回覆。又將該一線步兵第一營與另二線步兵第五營對調換防，下基地加強管制兵員與封鎖訊息，並改文書作業營連番號二年。端午節前夕，更反常的以趙司令官個人名義額外連續加發每位連隊長兩份共六千元現金紅包。五月底有義務役官兵開始陸續退伍返回台灣後，才有機會向新成立的反對黨民主進步黨（民進黨）陳情，三七事件的消息開始在台灣傳開。
五月底，案情調查期間的一位戰情室現場關鍵證人或關係人、第一五八師參謀第二科（情報）科長徐萊中校，於查哨與督導夜行軍後離奇失蹤；數日後，一名志願役士官亦消失成謎。二人遺體迄今未尋獲。
六月五日《自立晚報》記者張友驊報導：民進黨首屆新科立法委員吳淑珍當日在立法院大會就該案對中華民國國防部提出正式質詢，此為台灣媒體首次揭露此事；民進黨立院黨團張俊雄等委員亦同時遞交聯合書面質詢，惟國防部回覆：免答。其後軍事發言人張慧元少將一再否認該事件，反控吳委員「破壞國家形象」，表示該船乃「中共漁船，在不理會警告後才用火箭彈將其在海上擊沉」，於當夜三台晚間新聞聯播；翌晨（六月六日）起各地報社皆奉行政院新聞局命令刊行中央社轉發之軍聞社統一專稿。現場官兵則連續三度被約談要求串供；退伍前令寫終身閉口切結書。本案一直列為軍事機密達廿載，嚴禁「洩露、交付或公示於人」，違者依《妨害軍機治罪條例》起訴，再加上當時仍為臺灣戒嚴時期，因此媒體報導受限而多為零星片段，多年後仍有誤信官方託詞而以為三七事件乃大陸漁船被國軍「一砲擊沈」者，直到郝柏村的《八年參謀總長日記》於2000年出版後才水落石出。
六月十七日，美國眾議院在台灣人公共事務會支持下通過《臺灣民主決議案》（H.R.1777），呼籲國民政府終止戒嚴、取消黨禁、加速實現民主政治，包含保障言論和集會自由，為實現具代表性政府而應全面改選中央民意機關。十二月，美國參議院通過相同決議案。三七事件產生的鐘擺效應間接促使台灣的政治生態由中國國民黨針對中國大陸的民族主義意識形態，逐漸傾向與大中華統一思想保持距離的本土新自由主義全球化發展；其中國際社會與媒體對在野反對黨支持，迫使蔣經國政府解嚴與開放民主改革進程而創下歷史先例模式，亦對往後統派重返政權的意圖與其政治主張添增變數。

## 後續處理
事件曝光後，時任中華民國總統蔣經國收到國際特赦組織來函關切，召見參謀總長郝柏村上將交辦，中華民國國防部部長鄭為元亦為此親赴金門，五月廿三日經國防部總政治作戰部主件許歷農上將派遣專員、陸軍總司令蔣仲苓上將、陸軍總政戰部主任曹興華中將等進行現場調查並證實掘出平民屍骨後終告破案，遂於五月廿八日當面向總統報告後決定：金防部司令趙萬富上將及政戰部主任張明弘少將調職，遺缺由原第八軍團司令黃幸強中將與後勤司令部政戰部主任張人俊少將接任；第一五八師師長龔力少將、政戰主任常哲雄上校、與以下各級主官、政戰主管及相關業務幕僚參謀等卅餘名軍官於六月間由憲兵陸續移送軍法偵辦，暨卌五名軍官接受行政處分調職。七月十四日，鄭為元部長與行政院長俞國華共同副署總統令，宣告次日起臺灣地區解嚴（金馬戰地政務地區除外），並廢止戒嚴期間制定的卅項相關法令；鄭部長同時對現仍遭軍審判刑在監的237位平民予以減刑或釋放。政府並於十月本案宣判後次月二日進一步開放兩岸探親。
蔣經國並詢問郝柏村外界對該事件的反應。郝柏村在日記中記載：「五月三十一日... 端午節，總統在七海召見談及：金門濫殺無辜難民事件，應注意對外界的說法。趙萬富有過失，但過去實幹苦幹，對國家有貢獻，仍為可用將領。六月六日... 總統上午召見，垂詢金門三〇七案外界反應，立委吳淑珍已提質詢，仍當妥適應對。司令官以下糊塗無知所闖下的禍，不會立即煙消雲散，仍是處理棘手，且看半年後能否平息。六月七日... 民進黨偏激分子是互通的，三月七日小金門誤射事件立院既提出質詢，監察院亦可能要調查。依法無論司法或軍法在審判中的案件，監察院不得調查；但黃尊秋院長為免日後反對分子藉題發揮，故主動先派親政府監察委員以參訪金門為由，便中對案情了解，回院後存查，以為黃院長將來處理之依據。六月十五日... 一時返抵小金門，視察三〇七案射擊據點，並勉勵幹部嚴格執行戰備規定。十月一日... 總統在七海召見，另指示擬於秋節後見趙萬富；余報告，已命趙在三軍大學兵學研究所旁聽受訓。總統仍以趙為忠誠樸實、勇敢能戰之將領，將來仍予起用。」
本案未遵守1949年日內瓦公約與1951年難民地位公約等國際法原則處理，而被告皆從未以對待國際難民身份之犯行法辦，而逕各以殺害數名「匪區」「不明人士」之界定適用於國內法；9月11日，陸軍總司令部以刑法第271條第1項殺人罪結合第28條正犯、第29條教唆犯與第56條連續犯，以及戰時軍律第4條、陸海空軍刑法64條第一項敵前抗命罪起訴師、旅、營、連長主官五人，以及師政戰主任與政四科科長。21日，檢察官對龔師長、常主任與洪科長不起訴處分。1988年5月30日，軍事法庭初審判決：鍾上校二年十個月徒刑，劉少校二年八個月徒刑，李上尉與張中尉各二年六個月徒刑。檢察官與四名被告皆不服，聲請覆審。9月9日，國防部以未查明事實及未敘明被告有利主張之理由撤銷初判，發回更審。12月19日，再審以刑法第16條但書、第59條及第66條但書等再減刑，改處鍾一年八個月徒刑，劉一年十個月徒刑、李與張各一年八個月徒刑；並均緩刑三年，毋須監禁，亦未汰除，停職留階、無給服務至期滿後轉任訓練官職，屆齡依法正常退伍；鍾改任陸軍通校上校處長。
高層未被懲處：參謀長范宰予少將於1989年晉任花東擴大整編的陸軍步兵第二一〇師師長，1994年晉任陸軍澎湖防衛司令部（澎防部）中將司令官，1996年轉任政治作戰學校校長；師長龔力少將轉任三軍大學戰爭學院參謀長，1992年出任陸軍花東防衛司令部（花防部）副司令官，2000年轉任中華民國國軍退除役官兵輔導委員會板橋榮譽國民之家簡任十二職等主任；司令官趙萬富上將轉任三軍大學參謀長暨國防部作戰計畫委員，1989年調任中華民國陸軍第三副總司令，1991年再晉升國防部參謀本部副參謀總長，後歷任中華民國總統府戰略顧問、中國國民黨中央評議委員（終身職）至2016年2月28日逝，國防部軍禮覆旗公祭，總統馬英九昭令褒揚：「忠勤勇毅，才識閎通……武德景行，貽範永式」，安葬於五指山國軍示範公墓上將區。

## 修法
三七事件後，寒蟬效應發作，國際難民在金門海域絕跡，已實施逾十年的澎湖講美難民營於1988年11月15日關閉。對大陸漁民與投誠者的驅離政策不變，新師長宋恩臨少將告訴參三科的處理訣竅是「你們去告訴上岸的人，不跑就槍斃，等他跑，你就打死他」；但在實務上開始依傷亡報告負責賠償，將生者戴頭套移送大金門招待所後併船遣返（閩平漁模式）；海上會商失敗或未依例賠償時，大陸漁船亦曾聚集圍島抗議索賠。1990年7、8月，連續發生兩次閩平漁事件，兩岸輿論大嘩，衝擊海峽兩岸關係；9月11日，兩岸雙方紅十字會簽訂金門協議以建立人道遣返互助機制。1992年11月7日，金馬地區同時解除臨時戒嚴令與戰地政務，歷時近43年的軍政合一制結束，平民案件回歸金門縣政府警政、檢調部門與地方法院處理。1995年，內政部警政署保七總隊艦艇配合巡查金馬，外島始見水警執勤；至1998年6月15日改制水上警察局後，正式編配駐地碼頭並協同陸上警政機關實行現代化法治。2000年1月28日，合併升格的海岸巡防署成立金馬外島海巡隊。2001年1月2日，金厦間開始正式小三通。
中華民國政府長期未對此事件依國際法對受害者家屬或其國籍國道歉和賠償，亦無符合國際難民定位的「難民法」以規範定義、處理程序標準與接待制度。2018年10月3日，前國際特赦組織台灣分會理事長、時任時代力量立法委員林昶佐於立法院外交及國防委員會中質詢，請求清查罹難者檔案資料以聯繫越南代表處協尋被害者家屬致歉，但國防部長嚴德發不表同意：「部隊係依照戒嚴時期處理的步驟SOP規定執行。就現在來看可能有一些問題，這些人也都送法辦了」；國防部後續答覆：「年代久遠，已難得知亡者身份，故無法進一步處理」，此議遂寢，成為中華民國政府自1987年解嚴後31年間首次與唯一正式紀錄。
2021年10月2日，國際駭客團體Anonymous於中國官方網站與檔案庫的第三輪網路攻擊中，嵌入以金廈烈嶼空照圖為背景的第十迷因呼籲：堪謂「臺灣第一」，須先重檢烈嶼屠殺。
2022年7月13日，監委高涌誠因前監委羅文富1987年6月16日奉派履勘現場的報告經黃院長於1988年3月9日批「閱」存查而未正式完成，遂以一年蒐整資料與訪談近20位在場官兵以完成調查報告，經內政及族群、外交及僑政、國防及情報與司法及獄政等委員會聯席會議通過。全文公布後，就軍事檢察官與法院確定判決違背刑事訴訟法第379條第10項規定而未予調查證據的違法部分，函請法務部轉請檢察總長研提非常上訴、行政院轉飭國防部檢討改進、內政部與國家人權委員會參酌。
2024年8月9日，現籍挪威的受害者家屬四人在國際特赦組織台灣分會秘書長邱伊翎、監委高涌誠、紀錄片導演朱賢哲與詩人鴻鴻的協助下首次來台尋求真相與和解。1987年4月停留廈門時被警告一個月前兩艘越南難民船被射殺而終知親兄與堂兄皆遇害的 Tran Quoc Dung（陳國勇）在記者會上展示親製的紀念牌：「我來這裡並不是為了譴責政府或任何個人，我充分了解歷史錯誤的原因。我相信台灣政府和人民，出於人道主義和對人權的尊重，會採取具體行動安撫受害者的親屬，而我希望取回從受害者那裡收集的證據……他們犧牲了自己來告訴我們民主與專制的區別，所以讓我們保護這個民主，並使其更加堅固……那24個不幸的人第一次在金門被拒絕，第二次在烈嶼被拒絕。這是第三次也是最後一次，我代表他們，請求台灣政府和人民，讓他們把台灣視為他們的第二個也是最終的家園，請不要再拒絕他們」，要求遺體安置祭祀。高委員認為：國防部應重啟內部調查，並尋找監察院當時未能取得之案件資料及證物、遺物，公之於世或返還家屬。並應於6個月內提出完整的行政調查報告。邱秘書長表示：希望國家能重視轉型正義，在面對歷史過錯時重新啟調查；並能正視台灣長期缺乏《難民法》的缺陷，並在今年通過符合國際人權標準的難民法案。國防部代表受邀，到場致意表達遺憾，強調全力配合，會陪家屬重返事發地，只是案發時隔30多年，案情可能無法進一步突破，但針對行政調查報告要求，國防部不予回應。
違反國際法的戰爭罪行並無任何法定追訴時效限制，亦不受各國國內法程序和內容規定之拘束。在法務實踐上，除涉案者眾的紐倫堡與東京審判、和前南斯拉夫、盧安達與柬埔寨等特別法庭外，亦有昔日個別納粹官兵、集中營守衛與會計等業務人員，在半世紀後仍須以高齡受審判刑者，以及國家元首如塞爾維亞總統斯洛博丹·米洛舍维奇解赴海牙受審身亡、俄罗斯总统弗拉基米尔·普京同受全球通緝等例。

## 相關作品
- 《胡神》：作家與退休校長姜天陸的長篇小說，以役男的遭遇見聞，對照個人渺小與無情體制，全方位探討本事件，2019年獲第16屆金門浯島文學獎小說組首獎[108][30][31]。
- 《戰地殺人》：導演朱賢哲經三年田野調查寫成劇本，以一名小兵經歷覺醒，看透殺戮本質而決心揭發；以史為鏡，反省過去也是對未來彰顯普世價值，於2020年獲第42屆徵選優良電影劇本首獎[109][110][111]。
- 《老翟》：政戰上校周宜慶改編此事件為一名義務役國立臺灣大學的預官排長，自願分派外島，自尊作祟鑄錯後由一位「老士官」善後，難民收到金條賠償而離去；2021年獲國防部長邱國正上將親頒第55屆國軍文藝文字類短片劇本金像獎[112][113][114][115]；但本案唯一的義務役預官排長率步二連預備隊趕抵外圍支援，實未參預屠殺，步一營已無老士官可涉案；且當時義務役與預官分發皆為結訓抽籤或上級遴選，亦無「自願」選項[45][43][註 19]。
- 〈霧沒有聲音——悼三七事件亡魂〉：詩人鴻鴻於2024年8月9日的越南難民家屬記者會中為感念受害者朗誦悼詞，說明不能只推說是戒嚴時代的因素，而應該反省台灣的法令，對於外來者難民的不友善，以及軍中的人權教育是否流於形式[94][117]。
- 戰爭二部曲：《你說的我不相信》（The Island of Refugees）：2025年烏犬劇場主辦、彭子玲導演、王少君編劇、蘇泓賓製作、林芸丞、莊衿葳、廖晨志和魏子慕演出的舞台劇[118][119]。